# Great Indian Peninsula Railway
Great Indian Peninsula Railway (en español, «Gran Ferrocarril de la Península India»; reporte de marca GIPR) fue una empresa ferroviaria del Raj británico, predecesor del Central Railway (y, por extensión, los actuales Indian Railways de propiedad estatal), cuya sede se encontraba en Boree Bunder en Bombay (más tarde, Victoria Terminus y actualmente Chhatrapati Shivaji Maharaj Terminus).
Great Indian Peninsula Railway se fundó el 1 de agosto de 1849 por una ley del Parlamento británico y tenía un capital social de 50 000 libras. El 21 de agosto de 1847 celebró un contrato formal con East India Company para la construcción y operación de una línea ferroviaria, de 56 km de largo, para formar parte de una línea troncal que conectaba Bombay con Khandesh y Berar y, en general, con las otras presidencias de la India. El Tribunal de Directores de la Compañía de las Indias Orientales nombró a James John Berkeley como Ingeniero Residente Jefe y Charles Buchanan Ker y Robert Wilfred Graham como sus asistentes.
En 1874 había 345 motores, 1309 coches de pasajeros y 7924 vagones de carga. En 1936, el material rodante había aumentado a 835 locomotoras, 1285 coches de pasajeros y más de 20000 vagones de carga.
Fue el primer ferrocarril de pasajeros de la India, la sección original de 33.8 km que se abrió en 1853, entre Bombay (Mumbai) y Tanna (Thane). El 1 de julio de 1925 su gestión fue asumida por el Gobierno. El 5 de noviembre de 1951 se incorporó a Central Railway.
El GIPR fue clasificado como un ferrocarril de Clase I según la Clasificación de Ferrocarriles de la India establecida por el Gobierno de la India en 1926.